# Дусун-дея
Дусун-дея (также дусун-деях, индон. Bahasa Dusun Deyah) — один из австронезийских языков, распространён на острове Калимантан — в о́круге Табалонг провинции Южный Калимантан (Индонезия).
По данным Ethnologue, количество носителей данного языка составляло 20 тыс. чел. в 1981 году.
Является родным для народа даяк-дусун-дея.